# Campeonato Uruguayo de Primera División 2010-11
El Campeonato Uruguayo 2010-11 fue el 107° torneo de primera división del fútbol uruguayo, organizado por la AUF, correspondiente al año 2011. El ganador del mismo fue el Club Nacional de Football al haber ganado la Tabla Anual, el campeonato Clausura, y vencer en las semifinales por 1 a 0 al Defensor Sporting Club. Esta temporada se efectuó el descenso del Tacuarembó Fútbol Club, hecho histórico por ser el único club que junto a Nacional y Peñarol nunca había descendido de la Primera División Profesional de Uruguay.

## Equipos

### Ascensos y descensos
| Club             | Ascendido como                            |
| ---------------- | ----------------------------------------- |
| El Tanque Sisley | Campeón Segunda División 2009-10          |
| Bella Vista      | Subcampeón Segunda División 2009-10       |
| Miramar Misiones | Ganador playoffs Segunda División 2009-10 |

| Club        | Descendido como                |
| ----------- | ------------------------------ |
| Cerrito     | 14° Tabla del descenso 2009-10 |
| Cerro Largo | 15° Tabla del descenso 2009-10 |
| Atenas      | 16° Tabla del descenso 2009-10 |

### Equipos
| Club                                         | Ciudad     | Fecha de fundación       | Estadio                                      | 09-10    |
| -------------------------------------------- | ---------- | ------------------------ | -------------------------------------------- | -------- |
| Club Atlético Bella Vista                    | Montevideo | 4 de octubre de 1920     | José Nasazzi                                 | SD (2.º) |
| Central Español Fútbol Club                  | Montevideo | 5 de enero de 1905 (CFC) | Parque Palermo                               | 12.º     |
| Club Atlético Cerro                          | Montevideo | 1 de diciembre de 1922   | Estadio Luis Tróccoli                        | 8.º      |
| Danubio Fútbol Club                          | Montevideo | 1 de marzo de 1932       | Jardines del Hipódromo                       | 9.º      |
| Defensor Sporting Club                       | Montevideo | 15 de marzo de 1989      | Luis Franzini                                | 5.º      |
| Centro Atlético Fénix                        | Montevideo | 7 de julio de 1916       | Parque Capurro                               | 11.º     |
| Liverpool Fútbol Club                        | Montevideo | 15 de febrero de 1915    | Belvedere                                    | 3.º      |
| Club Sportivo Miramar Misiones               | Montevideo | 1906 / 1980              | Luis Alberto Méndez Piana                    | SD (2.º) |
| Club Nacional de Football                    | Montevideo | 14 de mayo de 1899       | Gran Parque Central                          | 1.º      |
| Club Atlético Peñarol                        | Montevideo | 28 de setiembre de 1891  | Las Acacias                                  | 6.º      |
| Racing Club de Montevideo                    | Montevideo | 6 de abril de 1919       | Parque Osvaldo Roberto                       | 10.º     |
| Rampla Juniors Fútbol Club                   | Montevideo | 7 de enero de 1914       | Estadio Olímpico                             | 6.º      |
| Club Atlético River Plate                    | Montevideo | 11 de mayo de 1932       | Parque Federico Omar Saroldi                 | 4.º      |
| Tacuarembó Fútbol Club                       | Tacuarembó | 3 de enero de 1999       | Ingeniero Agrimensor Raúl Saturnino Goyenola | 13.º     |
| Centro Cultural y Deportivo El Tanque Sisley | Montevideo | 17 de marzo de 1955      | Dr. Víctor Della Valle                       | SD (1.º) |
| Montevideo Wanderers Fútbol Club             | Montevideo | 15 de agosto de 1902     | Parque Alfredo Víctor Viera                  | 7.º      |

## Sistema de disputa
Los 16 equipos participantes disputarán dos torneos, Apertura y Clausura, a fines de 2010 y principios de 2011 respectivamente. Ambos torneos serán en la modalidad de todos contra todos. También se confeccionará una Tabla Anual que se calculará como la suma de las tablas de ambos torneos.

### Campeón uruguayo
Para determinar el equipo que se consagrará campeón de la temporada, se jugarán una semifinal y dos posteriores finales, todas en caso de ser necesario. Primero se disputará un partido entre los campeones de los torneos cortos. El ganador de este partido se enfrentará al ganador de la Tabla Anual en una serie final de dos partidos. El ganador de la serie se determinará en primera instancia por puntos, luego por diferencia de goles; y en caso de permanecer empatados se procederá a disputar un alargue y penales en caso de mantenerse la paridad.
Vale aclarar ciertas excepciones a estos procedimientos de disputa. En caso de que el mismo equipo obtenga los torneos Apertura y Clausura, y por consiguiente la Tabla Anual, se convertirá en el campeón uruguayo. También podría suceder que el ganador de la semifinal fuese el mismo equipo que el ganador de la Tabla Anual, por lo que también así se consagraría automáticamente campeón.

## Desarrollo

### Torneo Apertura
El Apertura consta de una ronda de todos contra todos que se disputa a partir del 21 de agosto hasta el 5 de diciembre. El ganador del mismo se clasificó para disputar la semifinal por el campeonato uruguayo contra el equipo que resultó ganador del Torneo Clausura.

#### Posiciones finales[2]
| Puesto                                       | Equipo            | Pts | PJ | PG | PE | PP | GF | GC | Dif |
| -------------------------------------------- | ----------------- | --- | -- | -- | -- | -- | -- | -- | --- |
| 1.º                                          | Defensor Sporting | 30  | 15 | 9  | 3  | 3  | 31 | 13 | 18  |
| 2°                                           | Nacional          | 29  | 15 | 8  | 5  | 2  | 28 | 18 | 10  |
| 3°                                           | Bella Vista       | 29  | 15 | 9  | 2  | 4  | 24 | 18 | 6   |
| 4°                                           | El Tanque Sisley  | 28  | 15 | 8  | 4  | 3  | 21 | 18 | 3   |
| 5°                                           | Danubio           | 26  | 15 | 7  | 5  | 3  | 24 | 14 | 10  |
| 6°                                           | Peñarol           | 25  | 15 | 7  | 4  | 4  | 24 | 17 | 7   |
| 7°                                           | Wanderers         | 21  | 15 | 5  | 6  | 4  | 20 | 16 | 4   |
| 8°                                           | Liverpool         | 21  | 15 | 5  | 6  | 4  | 18 | 19 | -1  |
| 9°                                           | Cerro             | 19  | 15 | 4  | 7  | 4  | 15 | 17 | -2  |
| 10°                                          | Fénix             | 18  | 15 | 4  | 6  | 5  | 21 | 20 | 1   |
| 11°                                          | River Plate       | 18  | 15 | 5  | 3  | 7  | 16 | 23 | -7  |
| 12°                                          | Central Español   | 17  | 15 | 4  | 5  | 6  | 21 | 25 | -4  |
| 13°                                          | Racing            | 14  | 15 | 3  | 5  | 7  | 14 | 20 | -6  |
| 14°                                          | Rampla Juniors    | 12  | 15 | 2  | 6  | 7  | 19 | 27 | -8  |
| 15°                                          | Miramar Misiones  | 11  | 15 | 2  | 5  | 8  | 14 | 23 | -9  |
| 16°                                          | Tacuarembó        | 5   | 15 | 1  | 2  | 12 | 10 | 32 | -22 |
| Última actualización: 5 de diciembre de 2010 |                   |     |    |    |    |    |    |    |     |

|  | Ganador del Torneo Apertura, avanza a la Semifinal por el Campeonato. |

#### Goleadores[3][4]
| Jugador            | Equipo            | Goles |
| ------------------ | ----------------- | ----- |
| Santiago García    | Nacional          | 15    |
| Rodrigo Mora       | Defensor Sporting | 11    |
| Diego Alonso       | Peñarol           | 9     |
| Federico Rodríguez | Bella Vista       | 9     |
| Diego Martiñones   | Central Español   | 7     |
| Nicolás Guevara    | Rampla Juniors    | 7     |

### Torneo Clausura
El torneo Clausura de este año fue nombrado como "100 años de la Comisión Nacional de Educación Física". Al igual que el Torneo Apertura, el Clausura consta de una ronda de todos contra todos, y se disputará durante el primer semestre del 2011.

#### Posiciones finales
| Puesto                                                 | Equipo            | Pts | PJ | PG | PE | PP | GF | GC | Dif |
| ------------------------------------------------------ | ----------------- | --- | -- | -- | -- | -- | -- | -- | --- |
| 1.º                                                    | Nacional          | 34  | 15 | 11 | 1  | 3  | 32 | 13 | 19  |
| 2.º                                                    | Defensor Sporting | 28  | 15 | 8  | 4  | 3  | 19 | 12 | 7   |
| 3.º                                                    | Peñarol           | 27  | 15 | 8  | 3  | 4  | 28 | 20 | 8   |
| 4.º                                                    | Fénix             | 27  | 15 | 7  | 6  | 2  | 23 | 15 | 8   |
| 5.º                                                    | Racing            | 24  | 15 | 7  | 3  | 5  | 25 | 22 | 3   |
| 6.º                                                    | Central Español   | 23  | 15 | 6  | 5  | 4  | 26 | 17 | 9   |
| 7.º                                                    | Cerro             | 23  | 15 | 6  | 5  | 4  | 19 | 21 | -2  |
| 8.º                                                    | Wanderers         | 20  | 15 | 5  | 5  | 5  | 24 | 17 | 7   |
| 9.º                                                    | Liverpool         | 19  | 15 | 5  | 4  | 6  | 22 | 20 | 2   |
| 10.º                                                   | Rampla Juniors    | 19  | 15 | 5  | 4  | 6  | 18 | 25 | -7  |
| 11.º                                                   | Tacuarembó        | 19  | 15 | 6  | 1  | 8  | 17 | 26 | -9  |
| 12.º                                                   | River Plate       | 17  | 15 | 5  | 2  | 8  | 29 | 34 | -5  |
| 13.º                                                   | Danubio           | 15  | 15 | 4  | 3  | 8  | 17 | 26 | -9  |
| 14.º                                                   | Bella Vista       | 15  | 15 | 3  | 6  | 6  | 16 | 18 | -2  |
| 15.º                                                   | El Tanque Sisley  | 13  | 15 | 4  | 1  | 10 | 18 | 29 | -11 |
| 16.º                                                   | Miramar Misiones  | 9   | 15 | 2  | 3  | 10 | 11 | 29 | -18 |
| Última actualización: 5 de junio de 2011 18:00 (GMT-3) |                   |     |    |    |    |    |    |    |     |

|  | Ganador del Torneo Clausura, avanza a la Final por el Campeonato. |

#### Goleadores[3][5]
| Cristian Palacios                                      | Central Español  | 15 |
| Santiago García                                        | Nacional         | 8  |
| Líber Quiñones                                         | Racing           | 8  |
| Maximiliano Pérez                                      | Fénix            | 8  |
| Gabriel Álvez                                          | El Tanque Sisley | 6  |
| Última actualización: 9 de junio de 2011 18:00 (GMT-3) |                  |    |

### Tabla Anual
Esta tabla se calcula sumando los puntos obtenidos en los torneos Apertura y Clausura.
| Puesto                                                 | Equipo            | Pts | PJ | PG | PE | PP | GF | GC | Dif |
| ------------------------------------------------------ | ----------------- | --- | -- | -- | -- | -- | -- | -- | --- |
| 1°                                                     | Nacional          | 63  | 30 | 19 | 6  | 5  | 60 | 31 | 29  |
| 2°                                                     | Defensor Sporting | 58  | 30 | 17 | 7  | 6  | 50 | 25 | 25  |
| 3°                                                     | Peñarol           | 52  | 30 | 15 | 7  | 8  | 52 | 37 | 15  |
| 4°                                                     | Fénix             | 45  | 30 | 11 | 12 | 7  | 44 | 35 | 9   |
| 5°                                                     | Bella Vista       | 44  | 30 | 12 | 8  | 10 | 40 | 36 | 4   |
| 6°                                                     | Cerro             | 42  | 30 | 10 | 12 | 8  | 34 | 39 | -5  |
| 7°                                                     | Wanderers         | 41  | 30 | 10 | 11 | 9  | 44 | 33 | 11  |
| 8°                                                     | Danubio           | 41  | 30 | 11 | 8  | 11 | 41 | 40 | 1   |
| 9°                                                     | El Tanque Sisley  | 41  | 30 | 12 | 5  | 13 | 39 | 47 | -8  |
| 10°                                                    | Central Español   | 40  | 30 | 10 | 10 | 10 | 47 | 42 | 5   |
| 11°                                                    | Liverpool         | 40  | 30 | 10 | 10 | 10 | 40 | 39 | 1   |
| 12°                                                    | Racing            | 38  | 30 | 10 | 8  | 12 | 40 | 42 | -2  |
| 13°                                                    | River Plate       | 35  | 30 | 10 | 5  | 15 | 45 | 57 | -12 |
| 14°                                                    | Rampla Juniors    | 31  | 30 | 7  | 10 | 13 | 37 | 52 | -15 |
| 15°                                                    | Tacuarembó        | 24  | 30 | 7  | 3  | 20 | 27 | 58 | -31 |
| 16°                                                    | Miramar Misiones  | 20  | 30 | 4  | 8  | 18 | 25 | 52 | -27 |
| Última actualización: 5 de junio de 2011 18:00 (GMT-3) |                   |     |    |    |    |    |    |    |     |

|  | Ganador de la Tabla Anual, Finalista del Campeonato Uruguayo, clasifica a la Copa Sudamericana 2011 y a la fase de grupos de la Copa Libertadores 2012 |
|  | Por ser Finalista del Campeonato Uruguayo clasifica a fase de grupos de la Copa Libertadores 2012                                                      |
|  | Clasificado a la Primera Fase de la Copa Libertadores 2012                                                                                             |
|  | Clasificado a la Copa Sudamericana 2011 |

#### Cuadro de resultados
En verde triunfos del equipo local, rojo del equipo visitante y en azul los empates.
| Local\Visitante                         | BVI | CES | CRR | DAN | DFS | FNX | LIV | MMI | NAC | PEÑ | RAC | RAM | RIV | TAC | ETS | WAN |
| --------------------------------------- | --- | --- | --- | --- | --- | --- | --- | --- | --- | --- | --- | --- | --- | --- | --- | --- |
| Bella Vista                             |     | 1-1 | 0-1 | 4-1 | 1-1 | 0-0 | 2-4 | 3-2 | 0-1 | 1-2 | 1-0 | 3-2 | 1-0 | 3-2 | 1-2 | 0-1 |
| Central Español                         | 0-1 |     | 0-0 | 1-0 | 2-0 | 1-1 | 1-2 | 0-1 | 1-3 | 2-3 | 1-1 | 5-1 | 2-0 | 1-0 | 3-5 | 2-1 |
| Cerro                                   | 2-4 | 1-5 |     | 0-0 | 2-1 | 1-1 | 2-1 | 1-1 | 4-1 | 0-2 | 1-1 | 1-1 | 0-0 | 2-2 | 2-1 | 1-1 |
| Danubio                                 | 2-0 | 4-2 | 1-0 |     | 1-1 | 1-0 | 3-2 | 5-2 | 0-1 | 2-0 | 3-3 | 1-2 | 3-1 | 2-0 | 0-0 | 0-0 |
| Defensor Sporting                       | 1-2 | 1-1 | 2-0 | 1-1 |     | 5-1 | 3-0 | 2-0 | 1-2 | 1-1 | 3-0 | 4-1 | 4-1 | 1-0 | 3-1 | 1-2 |
| Fénix                                   | 2-2 | 0-1 | 4-0 | 1-0 | 0-1 |     | 0-0 | 2-1 | 2-1 | 2-2 | 1-1 | 3-0 | 4-1 | 1-1 | 0-1 | 2-2 |
| Liverpool                               | 1-1 | 2-2 | 0-2 | 1-1 | 1-2 | 2-1 |     | 0-0 | 0-2 | 2-4 | 1-0 | 3-1 | 1-1 | 3-0 | 1-0 | 0-2 |
| Miramar Misiones                        | 0-0 | 0-1 | 1-1 | 1-2 | 0-1 | 0-1 | 4-0 |     | 2-4 | 3-0 | 1-1 | 1-2 | 1-1 | 1-0 | 0-1 | 0-4 |
| Nacional                                | 1-0 | 3-1 | 3-0 | 2-1 | 3-0 | 0-3 | 0-0 | 3-1 |     | 0-0 | 3-0 | 0-2 | 6-1 | 3-0 | 5-2 | 1-1 |
| Peñarol                                 | 2-1 | 2-2 | 2-1 | 1-0 | 0-1 | 1-1 | 1-2 | 3-1 | 0-1 |     | 0-1 | 1-1 | 1-4 | 5-0 | 0-0 | 2-1 |
| Racing                                  | 1-2 | 1-1 | 1-2 | 6-0 | 0-3 | 2-4 | 1-1 | 1-2 | 2-2 | 2-1 |     | 3-2 | 2-0 | 3-2 | 3-1 | 0-2 |
| Rampla Juniors                          | 1-0 | 2-2 | 0-0 | 0-0 | 0-0 | 2-2 | 1-1 | 2-0 | 1-2 | 1-3 | 1-1 |     | 0-1 | 1-0 | 4-2 | 4-1 |
| River Plate                             | 2-2 | 1-3 | 3-4 | 3-1 | 1-1 | 1-2 | 1-2 | 2-1 | 4-2 | 2-1 | 1-4 | 1-2 |     | 2-0 | 1-2 | 4-2 |
| Tacuarembó                              | 1-2 | 2-1 | 0-1 | 0-3 | 1-3 | 3-0 | 3-2 | 1-1 | 0-3 | 1-5 | 0-2 | 1-0 | 2-1 |     | 1-2 | 2-1 |
| El Tanque Sisley                        | 0-0 | 1-0 | 0-2 | 3-2 | 0-1 | 0-1 | 1-1 | 4-1 | 1-1 | 2-4 | 1-0 | 3-2 | 2-1 | 0-1 |     | 1-1 |
| Wanderers                               | 0-2 | 2-2 | 0-0 | 1-1 | 0-1 | 2-2 | 1-0 | 1-1 | 1-1 | 1-2 | 0-1 | 2-0 | 1-2 | 2-0 | 5-1 |     |
| Última actualización: 8 de mayo de 2011 |     |     |     |     |     |     |     |     |     |     |     |     |     |     |     |     |

#### Goleadores[3][5]
| Jugador           | Equipo            | Goles |
| ----------------- | ----------------- | ----- |
| Santiago García   | Nacional          | 23    |
| Cristian Palacios | Central Español   | 15    |
| Maximiliano Pérez | Fénix             | 12    |
| Diego Alonso      | Peñarol           | 11    |
| Rodrigo Mora      | Defensor Sporting | 11    |

## Definición del campeonato
|  | Semifinal                       | Semifinal |  |  | Final                          | Final | Final |
|  |                                 |           |  |  |                                |       |       |
|  |                                 |           |  |  |                                |       |       |
|  | Defensor Sp. (Ganador Apertura) | 0         |  |  |                                |       |       |
|  | Nacional (Ganador Clausura)     | 1         |  |  |                                |       |       |
|  |                                 |           |  |  |                                |       |       |
|  |                                 |           |  |  | Nacional (Ganador Semifinal)   | —     | —     |
|  |                                 |           |  |  | Nacional (Ganador Tabla Anual) | —     | —     |
|  |                                 |           |  |  |                                |       |       |

### Semifinal
| 25    | POR   | Rodrigo Muñoz       |     |
| 13    | DEF   | Gabriel Marques     |     |
| 2     | DEF   | Alejandro Lembo     |     |
| 19    | DEF   | Sebastián Coates    |     |
| 4     | DEF   | Alexis Rolin        |     |
| 8     | MED   | Matías Cabrera      |     |
| 23    | MED   | Facundo Píriz       |     |
| 22    | MED   | Mauricio Pereyra    |     |
| 15    | DEL   | Tabaré Viudez       | 83' |
| 20    | DEL   | Santiago García     | 46' |
| 24    | DEL   | Richard Porta       | 66' |
| D. T. | D. T. | Juan Ramón Carrasco |     |

| 1     | POR   | Martín Silva     |     |
| 8     | DEF   | Damián Suárez    |     |
| 4     | DEF   | Mario Risso      |     |
| 3     | DEF   | Néstor Moiraghi  |     |
| 23    | DEF   | Adrián Argachá   |     |
| 14    | MED   | Eduardo Aranda   |     |
| 6     | MED   | Sebastián Suárez | 58' |
| 15    | MED   | Diego Rodríguez  |     |
| 10    | MED   | Brahian Alemán   | 64' |
| 11    | DEL   | David Texeira    |     |
| 16    | DEL   | Ignacio Risso    | 69' |
| D. T. | D. T. | Pablo Repetto    |     |

| 7  | DEL | Nicolás López    | 46' |
| 10 | MED | Marcelo Gallardo | 66' |
| 6  | DEL | Nicolás Vigneri  | 83' |

| 20 | DEL | Adrián Luna    | 58' |
| 21 | MED | Facundo Castro | 64' |
| 18 | DEL | Mauro Vila     | 69' |

| 20' Tabaré Viudez |

|  |

| Amonestado | 39' | Gabriel Marques |
| Amonestado | 73' | Facundo Píriz   |

| Amonestado | 43' | Néstor Moiraghi |
| Amonestado | 48' | Diego Rodríguez |

|  |

| Otorgado · Otorgado otra vez · Expulsado | 89' | Adrián Luna |

| Árbitro             | Darío Ubriaco     |
| Árbitros asistentes | William Casavieja |
| Árbitros asistentes | Raúl Hartwig      |
| Cuarto árbitro      | Gustavo Siegler   |

| 25    | POR   | Rodrigo Muñoz       |     |
| 13    | DEF   | Gabriel Marques     |     |
| 2     | DEF   | Alejandro Lembo     |     |
| 19    | DEF   | Sebastián Coates    |     |
| 4     | DEF   | Alexis Rolin        |     |
| 8     | MED   | Matías Cabrera      |     |
| 23    | MED   | Facundo Píriz       |     |
| 22    | MED   | Mauricio Pereyra    |     |
| 15    | DEL   | Tabaré Viudez       | 83' |
| 20    | DEL   | Santiago García     | 46' |
| 24    | DEL   | Richard Porta       | 66' |
| D. T. | D. T. | Juan Ramón Carrasco |     |

| 1     | POR   | Martín Silva     |     |
| 8     | DEF   | Damián Suárez    |     |
| 4     | DEF   | Mario Risso      |     |
| 3     | DEF   | Néstor Moiraghi  |     |
| 23    | DEF   | Adrián Argachá   |     |
| 14    | MED   | Eduardo Aranda   |     |
| 6     | MED   | Sebastián Suárez | 58' |
| 15    | MED   | Diego Rodríguez  |     |
| 10    | MED   | Brahian Alemán   | 64' |
| 11    | DEL   | David Texeira    |     |
| 16    | DEL   | Ignacio Risso    | 69' |
| D. T. | D. T. | Pablo Repetto    |     |

| 7  | DEL | Nicolás López    | 46' |
| 10 | MED | Marcelo Gallardo | 66' |
| 6  | DEL | Nicolás Vigneri  | 83' |

| 20 | DEL | Adrián Luna    | 58' |
| 21 | MED | Facundo Castro | 64' |
| 18 | DEL | Mauro Vila     | 69' |

| 20' Tabaré Viudez |

|  |

| Amonestado | 39' | Gabriel Marques |
| Amonestado | 73' | Facundo Píriz   |

| Amonestado | 43' | Néstor Moiraghi |
| Amonestado | 48' | Diego Rodríguez |

|  |

| Otorgado · Otorgado otra vez · Expulsado | 89' | Adrián Luna |

| Árbitro             | Darío Ubriaco     |
| Árbitros asistentes | William Casavieja |
| Árbitros asistentes | Raúl Hartwig      |
| Cuarto árbitro      | Gustavo Siegler   |

### Final
Como Nacional ganó la semifinal y la Tabla Anual, no se tuvo que disputar la final y se coronó campeón automáticamente.
|                                                |
| Uruguay                                        |
| Campeón Uruguayo 2010-11 Nacional 43.er título |

## Tabla del descenso[2]
La tabla del descenso se compone de la suma de los puntos de la tabla anual de esta temporada y los de la tabla anual de la temporada anterior. Aquellos equipos que ascendieron la temporada pasada, multiplican por 2 su puntaje de este campeonato.
| Puesto                                                 | Equipo            | 09-10 | 10-11 | PTS | PJ | Total |
| ------------------------------------------------------ | ----------------- | ----- | ----- | --- | -- | ----- |
| 1°                                                     | Nacional          | 63    | 63    | 126 | 60 | 126   |
| 2°                                                     | Peñarol           | 69    | 52    | 120 | 60 | 121   |
| 3°                                                     | Defensor Sporting | 46    | 58    | 101 | 60 | 104   |
| 4°                                                     | Liverpool         | 51    | 40    | 91  | 60 | 91    |
| 5°                                                     | Bella Vista       | (2da) | 44    | 44  | 30 | 88    |
| 6°                                                     | Cerro             | 40    | 42    | 79  | 60 | 82    |
| 6°                                                     | El Tanque Sisley  | (2da) | 41    | 41  | 30 | 82    |
| 6°                                                     | Wanderers         | 41    | 41    | 82  | 60 | 82    |
| 9°                                                     | River Plate       | 46    | 35    | 80  | 60 | 81    |
| 10°                                                    | Danubio           | 39    | 41    | 79  | 60 | 80    |
| 10°                                                    | Fénix             | 35    | 45    | 77  | 60 | 80    |
| 12°                                                    | Racing            | 39    | 38    | 77  | 60 | 77    |
| 12°                                                    | Rampla Juniors    | 46    | 31    | 77  | 60 | 77    |
| 14°                                                    | Central Español   | 34    | 40    | 74  | 60 | 74    |
| 15°                                                    | Tacuarembó        | 34    | 24    | 58  | 60 | 58    |
| 16°                                                    | Miramar Misiones  | (2da) | 20    | 20  | 30 | 40    |
| Última actualización: 22 de mayo de 2011 18:00 (GMT-3) |                   |       |       |     |    |       |

|  | Descendió a la Segunda División Profesional. |